# Chris Algieri
Christopher Mark Algieri (* 2. März 1984 in Huntington, New York) ist ein US-amerikanischer Profiboxer und ehemaliger Weltmeister der WBO im Halbweltergewicht.

## Biographie
Er ist der Sohn eines Italieners und einer Argentinierin und begann im Alter von neun Jahren mit Kampfkunst. Als Ringer gewann er unter anderem die State Championships und als Amateurkickboxer die USKBA Northeast Championships. Als Profikickboxer wurde er Weltmeister der WKA im Halbmittelgewicht und Weltmeister der ISKA im Weltergewicht. Er blieb in sieben Amateur- und 13 Profikämpfen unbesiegt.
2007 schloss er sein Bachelor-Studium an der Stony Brook University mit Auszeichnung ab und begann anschließend ein Master-Studium am New York Institute of Technology.
Im April 2008 wechselte er ohne Amateurvorbereitung ins Profiboxlager und gewann bis 2013 jeden seiner 15 Kämpfe. Sein Aufstieg begann mit einem Sieg bei einem auf NBC Sports übertragenen Kampf gegen Jose Alejo (Bilanz: 10-1). Anschließend besiegte er auch noch den erfahrenen Mike Arnaoutis (24-8) und den hoch eingeschätzten Emmanuel Taylor (17-1) auf ESPN.
In 19 Profikämpfen unbesiegt, trat er am 14. Juni 2014 in Brooklyn zum Kampf um die WBO-Weltmeisterschaft im Halbweltergewicht, gegen den russischen Titelträger Ruslan Prowodnikow (23-2) in den Ring. Algieri fiel in diesem Kampf für seine außerordentlichen Nehmerfähigkeiten auf. So ging er bereits in der ersten Runde zweimal zu Boden und erlitt eine starke Schwellung am rechten Auge. Im weiteren Kampfverlauf schwoll sein rechtes Auge zu, zudem erlitt er eine blutende Nasenverletzung und ein Cut am rechten Auge. Nach den vollen zwölf Runden gewann er nicht zuletzt aufgrund seines zahlenmäßig überlegenen Trefferverhältnisses.
Im November 2014 verlor er durch Punktniederlage gegen Manny Pacquiao (56-5) und musste in dem Kampf auch sechs Niederschläge hinnehmen. Seinen WM-Titel im Halbweltergewicht musste er als Voraussetzung für den Kampf gegen Pacquiao im Vorfeld abgeben. Im Mai 2015 unterlag er zudem im Weltergewicht nach Punkten gegen Amir Khan (30-3).
Im April 2016 verlor er vorzeitig gegen Errol Spence (19-0) und bestritt im Anschluss für mehr als zweieinhalb Jahre keinen Kampf mehr.
Im Januar 2019 bestritt er sein Comeback und schlug Daniel Gonzalez (19-1), wodurch er International Champion der WBO wurde. Im Juni 2019 siegte er noch gegen Tommy Coyle (25-4) und im August 2021 gegen Mikkel LesPierre (22-2).
Am 11. Dezember 2021 verlor er durch K. o. in der vierten Runde gegen Conor Benn (19-0).